# WILD SPICE
《WILD SPICE》是日本女性創作歌手奧井雅美的個人總計第34張單曲。2006年8月9日由evolution（現在改名Dwango User Entertainment）發行。

## 概要
表題曲「WILD SPICE」是2006年7月至9月在千葉電視台等UHF系、讀賣電視台播出的電視動畫《無敵看板娘》選用的片頭主題曲。後來與B面歌曲「Lunatic Summer」都以TRANCE MIX形式收錄在她的個人第12張專輯《evolution》裡。

## 收錄歌曲
所有歌曲由奧井雅美作詞，Monta編曲。
1. WILD SPICE [4:35]
  - 作曲：Monta
  - 千葉電視台等UHF、讀賣電視台電視動畫《無敵看板娘》片頭主題曲
2. Lunatic Summer [5:35]
  - 作曲：奧井雅美
3. WILD SPICE（off vocal version）
4. Lunatic Summer（off vocal version）